# NGC 4684
NGC 4684 is een balkspiraalstelsel in het sterrenbeeld Maagd. Het hemelobject werd op 17 april 1784 ontdekt door de Duits-Britse astronoom William Herschel.

## Synoniemen
- UGC 7951
- MCG 0-33-11
- ZWG 15.19
- IRAS 12447-0227
- PGC 43149